# Hillinge
Hillinge är en bebyggelse i Skärstads distrikt i Jönköpings kommun.  Bebyggelsen klassas från 2023  som en småort.